# SMSS J114447.77-430859.3
SMSS J114447.77-430859.3 — також відомий як SMSS J1144-4308 або J1144, що спостерігається між сузір'ями Центавра та Гідри і є найяскравішим квазаром за останні 9 мільярдів років космічної історії. 
Група вчених Дослідницького інституту астрофізики та планетології (Франція) та Інституту позаземної фізики суспільства Макса Планка (Німеччина) вивчила відкритий у 2022 році квазар та детально описала його в Monthly Notices of the Royal Astronomical Society. 
Об'єкт J1144 розташований на відстані близько 9,4 млрд. світлових років від Землі і спостерігається між сузір'ями Центавра і Гідри. Спостереження за квазаром проводилося за допомогою чотирьох космічних обсерваторій, а саме: eROSITA на російсько-європейській орбітальній обсерваторії "Спектр-РГ", європейської рентгенівської обсерваторії XMM-Newton, а також американських NuSTAR та Neil Gehrels Swift. За допомогою встановлених на їх борту інструментів науковці зуміли виміряти температуру рентгенівських променів, що випускаються квазаром. Як відомо, подібні об’єкти випускають величезну кількість електромагнітного випромінювання, що спостерігається в радіо-, інфрачервоному, видимому, ультрафіолетовому та рентгенівському діапазонах. Знімок квазара SMSS J114447.77-430859.3 був отриманий обсерваторією XMM-Newton.
Виявилося, що в середньому температура J1144 становить близько 349 млн °C, що в 60 тисяч разів перевищує температуру на поверхні Сонця.
Маса чорної діри перевищує сонячну масу приблизно в 10 млрд разів, а маса речовини, що щорічно поглинається, в 100 разів більша за сонячну. Рентгенівське випромінювання J1144 змінюється протягом кількох днів, що нетипово для об'єктів з такими великими чорними дірками — для них ці періоди вимірюються місяцями і навіть роками. Спостереження також показали, що одночасно із поглинанням газу деяка частина речовини викидається у власну галактику квазара у вигляді надзвичайно потужних вітрів.
Доктор Еліас Каммун (Elias Kammoun), професор Тулузького університету та голова дослідницької групи, назвав дивовижним той факт, що жодна рентгенівська обсерваторія раніше не займалася спостереженнями цього потужного джерела. Квазари такого роду зазвичай знаходяться набагато далі, а цей відрізняється високою яскравістю, і відносно невеликою відстанню до Землі. Як повідомлялося, черговий етап досліджень J1144 стартує вже у червні 2023 року.